# Paulicéia
Paulicéia é um município brasileiro situado no oeste do estado de São Paulo, na divisa com Mato Grosso do Sul. Sua população estimada em 2024 era de 8.200 habitantes.

## História

### Formação administrativa
- Distrito criado no município de Lucélia pela Lei 233 de 24/12/1948, com sede no povoado do mesmo nome e com terras desmembradas de Gracianópolis (atual Tupi Paulista)[7][8][9].
- Município criado pela Lei 233 de 24/12/1948[8]. Pela Lei 2456 de 30/12/1953, perdeu terras para o distrito de São João do Pau-d’Alho, em Tupi Paulista[10].

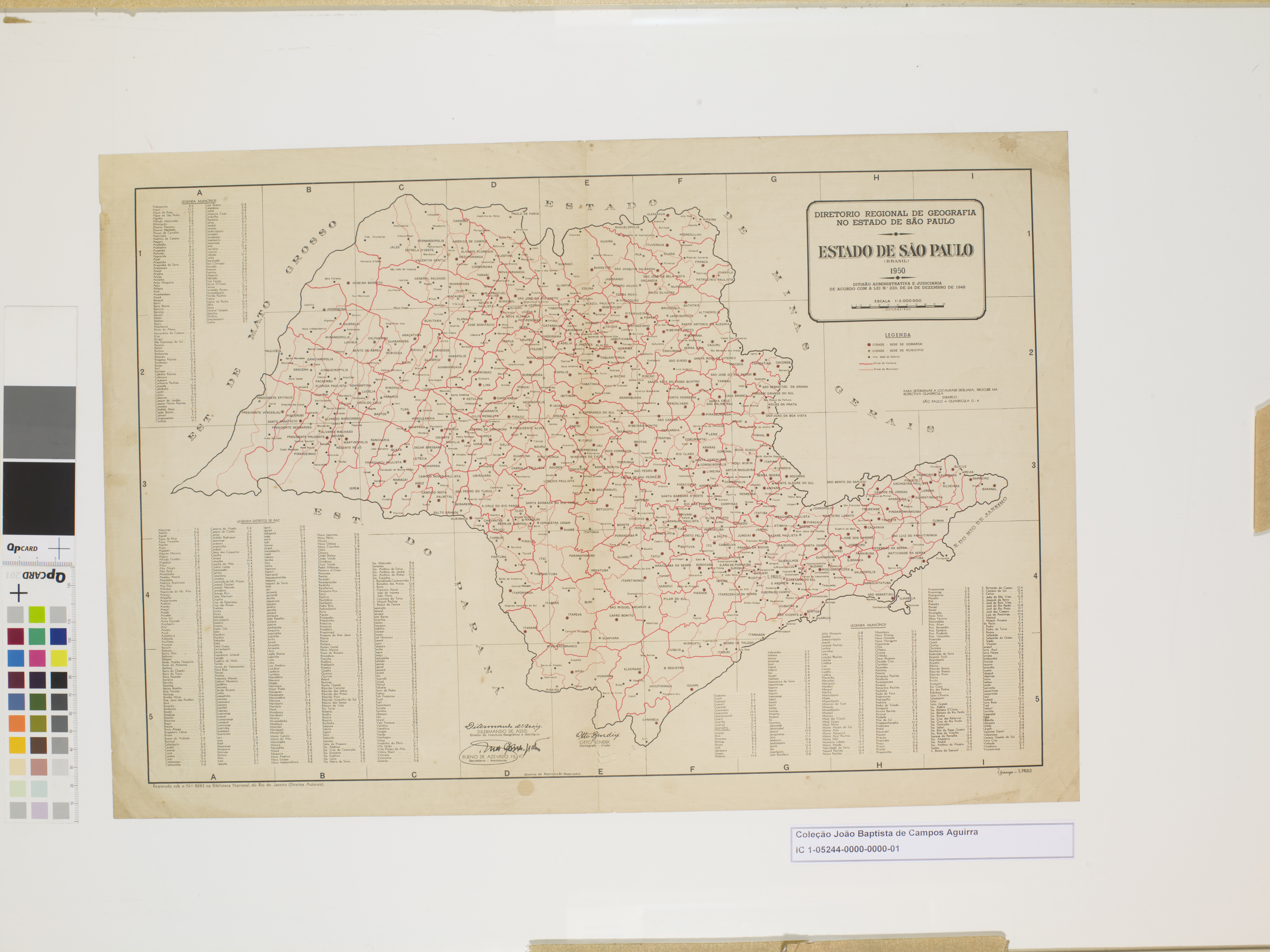
Estado de São Paulo (1948).

Incorporação e desmembramento de distritos
- Panorama: distrito de Paulicéia pela Lei 233 de 24/12/1948, com sede no povoado do mesmo nome e com terras do distrito de Gracianópolis (atual Tupi Paulista)[8]. Desmembrado pela Lei 2456 de 30/12/1953, elevado à município[10].
- Santa Mercedes: distrito de Paulicéia pela Lei 233 de 24/12/1948, com sede no povoado de Maripã e com terras do distrito de Gracianópolis (atual Tupi Paulista)[8]. Desmembrado pela Lei 2456 de 30/12/1953, elevado à município[10].

## Geografia
Localiza-se a uma latitude 21º19'04" Sul e a uma longitude 51º49'50" Oeste, estando a uma altitude de 328 metros e distante 695 km da capital estadual.

## Demografia

### População
| Crescimento populacional                             | Crescimento populacional | Crescimento populacional | Crescimento populacional |
| Ano                                                  | População Total          |                          | %±                       |
| ---------------------------------------------------- | ------------------------ | ------------------------ | ------------------------ |
| 1950                                                 | 3 427                    |                          | —                        |
| 1958                                                 | 2 952                    |                          | −13,9%                   |
| 1960                                                 | 3 494                    |                          | 18,4%                    |
| 1970                                                 | 3 385                    |                          | −3,1%                    |
| 1980                                                 | 2 378                    |                          | −29,7%                   |
| 1991                                                 | 4 157                    |                          | 74,8%                    |
| 2000                                                 | 5 302                    |                          | 27,5%                    |
| 2010                                                 | 6 339                    |                          | 19,6%                    |
| 2022                                                 | 7 955                    |                          | 25,5%                    |
| Est. 2024                                            | 8 200                    | [ 11 ]                   | 3,1%                     |
| Fontes: Censos Demográficos IBGE e Estimativas SEADE |                          |                          |                          |

## Infraestrutura

### Comunicações
O sistema de telefones automáticos foi inaugurado na cidade em 1982 pela Telecomunicações de São Paulo (TELESP), que também implantou o sistema de discagem direta à distância (DDD) em 1986 com o código de área (0188). Anteriormente a cidade era atendida pela Cia. Telefônica Alta Paulista.
Na década de 90 o código DDD da cidade foi alterado para (018), para padronização do sistema telefônico com a telefonia celular que estava sendo implantada em todo o estado.

## Religião
O Cristianismo se faz presente na cidade da seguinte forma:

### Igreja Católica
- A igreja faz parte da Diocese de Marília.[20]

### Igrejas Evangélicas
Entre as igrejas protestantes históricas, pentecostais e neopentecostais, encontram-se na cidade:
- Assembleia de Deus Ministério do Belém.[23][24]
- Congregação Cristã no Brasil.[25]
- Igreja Batista